# Pisanosaurus
Pisanosaurus mertii
Famille
Genre
Espèce
Pisanosaurus est un genre éteint de petits dinosaures ornithischiens ayant vécu en Argentine au cours du Trias supérieur. 
Une seule espèce est rattachée au genre : Pisanosaurus mertii décrite par Casamiquela en 1967.

## Étymologie
Le nom de Pisanosaurus vient du grec sauros signifiant "lézard" et du nom du paléontologue argentin Pisano, un associé de Casamiquela, le découvreur.

## Distribution et datation
Pisanosaurus a été découvert dans le parc provincial d'Ischigualasto dans la province de La Rioja dans le nord-ouest de l'Argentine. Il a été extrait de la formation d'Ischigualasto, alternances de grès et de paléosols (en) calcitiques qui se sont déposées dans un environnement de plaine alluviale avec de fortes chutes de pluie et des inondations saisonnières. Des niveaux de vulcanites s'intercalent dans ces sédiments.  
Après avoir été considérée comme d'âge Norien, cette formation géologique a pu être datée par datation radiométrique 40Ar / 39Ar par Ricardo N. Martinez et al. en 2011 . L'intervalle ayant livré Pisanosaurus est la biozone nommée Scaphonyx-Exaeretodon-Herrerasaurus, du nom des principaux genres de vertébrés que l'on y trouve. Ce niveau est daté du Trias supérieur et très précisément de la partie supérieure du Carnien, d'un âge entre 231,5 et 229 Ma (millions d'années).

## Systématique
Pisanosaurus est un ornithischien basal (taxon frère de tous les autres ornithischiens). Sa classification a fait débat durant 40 ans, certains scientifiques l'ayant placé parmi les hétérodontosauridés, d'autres ornithischiens primitifs. En 1971, Thulborn l'a placé parmi les fabrosauridés, mais également parmi les hypsilophodontidés en 1970 et 1972, comme l'ont fait Galton (1972) et Colbert (1981).
|  | Abrictosaurus     |
|  |                   |
|  | Heterodontosaurus |
|  |                   |

|  | Thyreophora                |
|  |                            |
|  | Neornithischia ou Cerapoda |
|  |                            |

|  | Abrictosaurus     |
|  |                   |
|  | Heterodontosaurus |
|  |                   |

|  | Thyreophora                |
|  |                            |
|  | Neornithischia ou Cerapoda |
|  |                            |

|  | Abrictosaurus     |
|  |                   |
|  | Heterodontosaurus |
|  |                   |

|  | Thyreophora                |
|  |                            |
|  | Neornithischia ou Cerapoda |
|  |                            |

|  | Abrictosaurus     |
|  |                   |
|  | Heterodontosaurus |
|  |                   |

|  | Thyreophora                |
|  |                            |
|  | Neornithischia ou Cerapoda |
|  |                            |

Le squelette post-crânien de Pisanosaurus ne possédant aucune synapomorphie propre aux ornithischiens, Paul Sereno a suggéré en 1991 que le fossile était une chimère, c'est-à-dire un assemblage d'ossements de différents animaux fossiles. Cependant, des analyses postérieures ont démenti cette affirmation et ont prouvé que les ossements appartenaient à un seul spécimen,.
Pisanosaurus était auparavant le seul genre de la famille des pisanosauridés, fondée en même temps que lui par Casamiquela. Cependant, une étude de 1976 le place dans la famille des hétérodontosauridés (qui, selon la classification de Casamiquela, serait donc para- ou polyphylétique) et considère ces deux familles comme synonymes.
|  | Pisanosaurus                                                        |
|  |                                                                     |
|  | \| \| Abrictosaurus \| \| \| \| \| \| Heterodontosaurus \| \| \| \| |
|  |                                                                     |
|  | Abrictosaurus                                                       |
|  |                                                                     |
|  | Heterodontosaurus                                                   |
|  |                                                                     |

|  | Abrictosaurus     |
|  |                   |
|  | Heterodontosaurus |
|  |                   |

|  | Thyreophora                |
|  |                            |
|  | Neornithischia ou Cerapoda |
|  |                            |

|  | Pisanosaurus                                                        |
|  |                                                                     |
|  | \| \| Abrictosaurus \| \| \| \| \| \| Heterodontosaurus \| \| \| \| |
|  |                                                                     |
|  | Abrictosaurus                                                       |
|  |                                                                     |
|  | Heterodontosaurus                                                   |
|  |                                                                     |

|  | Abrictosaurus     |
|  |                   |
|  | Heterodontosaurus |
|  |                   |

|  | Thyreophora                |
|  |                            |
|  | Neornithischia ou Cerapoda |
|  |                            |

## Description

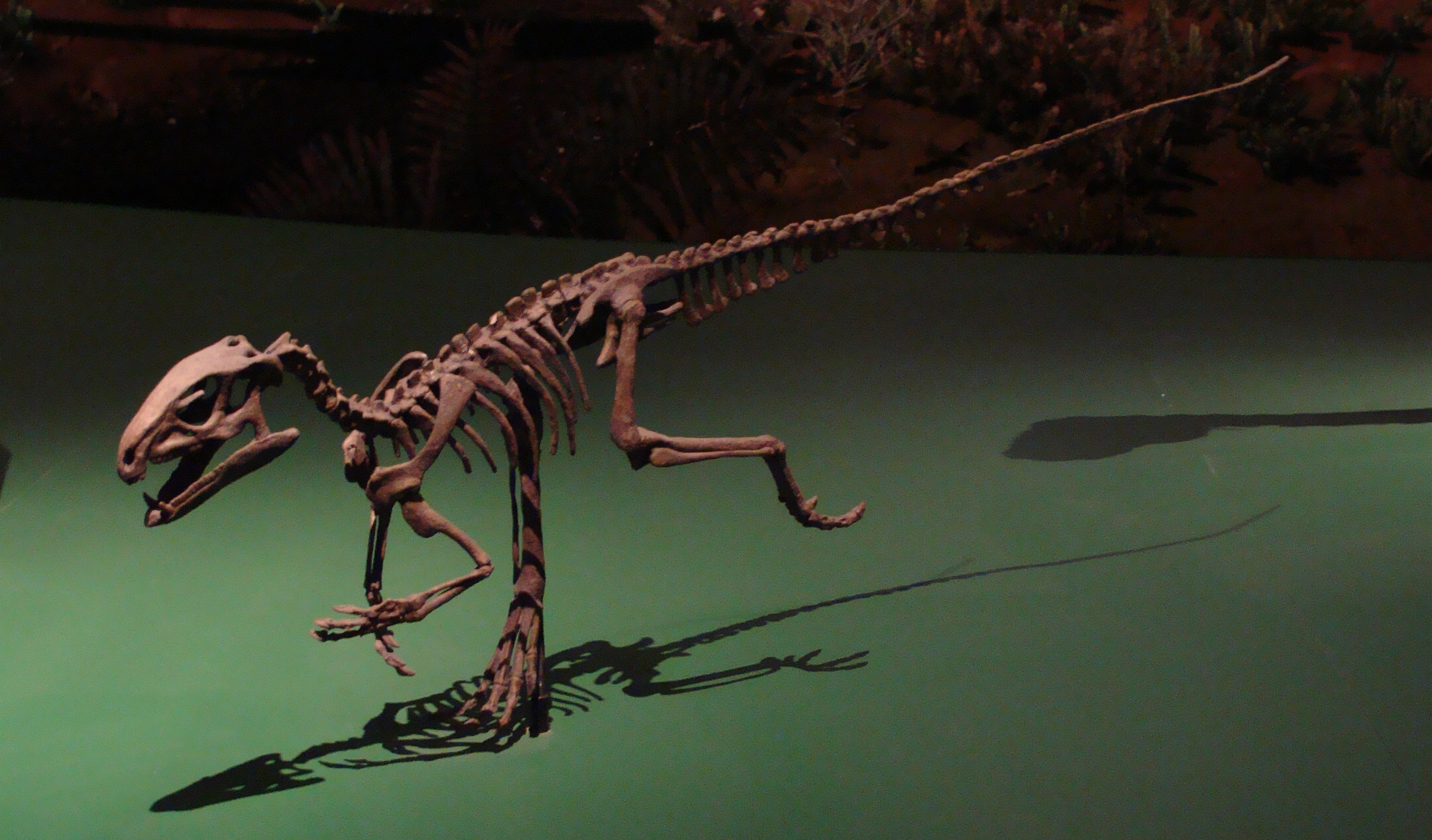
Squelette de Pisanosaurus.

C'est le genre le plus primitif de dinosaures ornithischiens, et le seul connu ayant vécu au Trias. Il est connu par un seul fossile, incomplet. Il était un petit, herbivore, bipède, ce qui lui conférait une certaine agilité et devait lui permettre d'échapper facilement aux prédateurs.
Pisanosaurus possédait une tête proche de celle des ornithopodes[réf. nécessaire]. Il possédait également deux dents inférieures modifiées, comme les rongeurs, mais ne possédait pas des dents supérieures modifiées, contrairement à ces derniers. Ces dents servaient peut-être à arracher des plantes, s'il était herbivore[réf. nécessaire]. Ses pattes avant étaient beaucoup plus petites que ses pattes arrière, ces dernières ayant peut-être servi pour le saut. La queue de Pisanosaurus mesurait à peu près autant que le reste de son corps. On[Qui ?] pense qu'il marchait en position bipède[réf. nécessaire], contrairement à certains de ses descendants, les Thyréophores et les Cératopsiens les plus avancés, qui marchaient beaucoup plus couramment en position quadrupède et qui ne se dressaient, pour certains, que pour arracher les feuilles des arbres les plus hauts, et pour d'autres, jamais.
On peut voir sur certaines reconstructions que la queue de l'animal devait mesurer autant que le reste du corps. Cela a été extrapolé à partir de la taille de la queue d'autres ornithischiens. Or, la queue de Pisanosaurus n'ayant pas été retrouvée, tout cela n'est que purement spéculatif.
Pisanosaurus mesurait environ 1 mètre de long et 30 centimètres de haut[réf. nécessaire]. Son poids est plus incertain. Les estimations le placent entre 2,27 et 9,1 kilogrammes. Cette faible précision est due à l'incomplétude du fossile.

### Plumes
Certaines reconstitutions de Pisanosaurus le montrent possédant une sorte de duvet, ressemblant à celui des oiseaux, qui, chez d'autres espèces, a donné naissance aux plumes. Chez lui, il devait servir à se protéger de la chaleur ou du froid. Ce duvet a disparu chez les ornithischiens les plus avancés (génasauriens). Sa présence chez un ornithischien a placé l'apomorphie de l'apparition des plumes au moins sur le nœud principal du clade des dinosaures[réf. nécessaire].

### Position du pubis
Contrairement aux autres ornithischiens, Pisanosaurus possédait un pubis orienté vers l'avant. Cela prouve que cela était un caractère ancestral des dinosaures, et que le pubis possédant une pointe orientée vers l'avant et une autre orientée vers l'arrière était un caractère dérivé propre aux ornithischiens plus avancés, ainsi qu'aux oiseaux.
La différence entre saurischiens et ornithischiens ne repose pas sur ce caractère, qui est une symplésiomorphie; mais est axée sur des caractères beaucoup plus subtils, comme la taille et le nombre des phalanges[réf. nécessaire].

## Mode de vie
On connaît peu de choses sur le mode de vie de Pisanosaurus, car on n'en a trouvé qu'un seul fossile, incomplet.

### Régime alimentaire
On ne sait pas de quoi Pisanosaurus se nourrissait, car comme tous les tissus mous, l'estomac du seul fossile découvert n'a pas été conservé. Cependant, on pense qu'il était herbivore, comme tous les autres ornithischiens[réf. nécessaire]. Or, comme en témoignent certains fossiles de dinosaures primitifs comme Eoraptor, les dinosaures ont d'abord été carnivores, puis certains dinosaures plus évolués, comme les ornithischiens ou les sauropodes, ont changé de régime alimentaire pour devenir herbivores[réf. nécessaire]. Cependant, la structure des dents encore présentes sur son fossile laissent à penser qu'il était herbivore[réf. nécessaire].
En l'absence d'informations supplémentaires sur l'estomac ou les dents de Pisanosaurus, on ne sait donc ni si le régime alimentaire herbivore est apparu, chez les ornithischiens, avant ou après lui; ni, donc, s'il était herbivore ou carnivore.

### Paléoécologie
Pisanosaurus a été découvert en Argentine, ce qui laisse penser qu'il y a vécu. Cependant, il pourrait également avoir vécu dans des pays à proximité. Ses principaux prédateurs y étaient les dinosaures saurischiens primitifs, tel Eoraptor ou Herrerasaurus. Pisanosaurus cohabitait avec d'autres animaux comme les cynodontes, les dicynodontes, les aétosaures, les prestosuchidés, les dinosaures primitifs, les rhynchosaures et les ornithosuchidés. Pour leur échapper, il comptait plus sur sa vitesse et son agilité que sur d'autres défenses[réf. nécessaire].

## Découverte
L'unique fossile de Pisanosaurus, son holotype, a été découvert dans la formation d'Ischigualasto, en Argentine ; et a été assigné du nom de code PVL 2577. D'abord classé parmi sa propre famille, celle des pisanosauridés, certains le classent maintenant parmi les hétérodontosauridés (Voir section "Systématique").

## Inventaire des fossiles retrouvés
Pisanosaurus est connu à partir d'un seul squelette fragmenté découvert en 1962 par Galileo Juan Scaglia dans la localité Agua de Las Catas dans la Formation Ischigualasto, à La Rioja, Argentine.  Il est basé sur un spécimen portant la désignation PVL 2577, qui se compose d'un crâne partiel avec un maxillaire droit fragmentaire muni de dents, et une branche mandibulaire droite incomplète (mâchoire inférieure), six vertèbres cervicales incomplètes, sept vertèbres dorsales incomplètes, de cinq vertèbres sacrées, une côte et plusieurs fragments de côtes, une omoplate droite fragmentaire, un coracoïde, d'un ilium, d'un ischium et d'un os pubien fragmentaires, une empreinte de trois métacarpiens, un fémur complet, le tibia droit, le péroné droit, avec un astragale et un calcanéum articulés, un élément tarsien avec un métatarsien, les métatarses III et IV, trois phalanges à partir du troisième orteil et cinq phalanges, dont l'ongle, à partir du quatrième orteil, et un fragment d'os long indéterminé.

### Crâne
Du crâne, seule la partie inférieure du maxillaire droit a été retrouvée. Heureusement, plusieurs dents y étaient encore accrochées, dans un état de préservation typique.
Les dents étaient directement implantées dans l'os de la mâchoire, formant une sorte de palissade dirigée vers l'intérieur. Chacune était insérée dans une alvéole et, parfois, une ouverture est visible entre la base de deux dents.

### Colonne vertébrale
Seules quelques vertèbres ont été retrouvées (13 selon ReptileEvolution.com), dans un mauvais état de préservation. La surface articulaire apparaît plane ou concave.

### Côtes
Au moins une côte a été préservée. C'est une côte gauche courbée au niveau du ventre.